# Хайя бінт аль-Хусейн
Хайя бінт аль-Хусейн (араб. الأميرة هيا بنت الحسين; нар. 3 травня 1974) — йорданська принцеса, сестра короля Йорданії Абдалли II, дружина еміра Дубаю Мохаммеда ібн Рашида Аль Мактума.

## Біографія
Принцеса Хайя народилася в сім'ї короля Йорданії Хусейна ібн Талала (1935—1999) і королеви Алії аль-Хуссейн (1948—1977). В сім'ї було 11 дітей (у принцеси 5 братів і 5 сестер). Належачи до Хашимітському династії, є прямим нащадком пророка Магомета в 43-му поколінні. Її матір трагічно загинула під час аварії вертольота в 1977 році. Матері було всього 28 років, а Хайї на той момент виповнилося 3 роки.
Принцеса Хайя отримала початкову освіту в Йорданії, а середню і вищу — у Великій Британії, де вона вчилася в школі для дівчаток Бадмінтон (Badminton School). Пізніше принцеса навчалася в школі спільного навчання Браєнстон (Bryanston School) в графстві Дорсет. Диплом бакалавра з відзнакою з філософії, політики та економіки вона отримала в коледжі Св. Хільди Оксфордського університету (St. Hilda's College). Принцеса володіє англійською та французькою мовами, розуміє ще чотири мови.
У 13 років принцеса Хайя представляла свою країну на міжнародному змаганні з кінного спорту. У 1992 році завоювала бронзу в особистому заліку на Панарабських іграх, ставши, таким чином, єдиною жінкою, яка нагороджена медаллю за всю історію змагань. Принцеса Хайя була у складі делегації Йорданії на Олімпійських іграх в Австралії в 2000 році. Вона брала участь змаганнях із конкуру та була прапороносцем своєї команди. У 2002 році вона стала першою арабською жінкою, яка взяла участь у чемпіонаті світу з кінного спорту в іспанському місті Херес. У 2006 році принцеса Хайя була обрана президентом Міжнародної федерації кінного спорту, та стала членом Міжнародного олімпійського комітету. У 2008 році ірландський жеребець New Approach, що належить принцесі, виграв три найбільших призи у Великій Британії і був визнаний кращим скакуном світу згідно з World Thoroughbred Racehorse Rankings.
10 квітня 2004 принцеса Хайя вийшла заміж за прем'єр-міністра ОАЕ, еміра Дубаю шейха Мохаммеда ібн Рашида аль-Мактума. Вона стала шостою і наймолодшою дружиною еміра. 2 грудня 2007 роки народила доньку аль-Джалілу, а в 2012 році у подружжя народився син Заїд.
Хайя стала засновником першої арабської неурядової організації Tikyet Um Ali («Є, щоб жити»), метою діяльності якої є боротьба з голодом в Йорданії, а також головою дубайського Міжнародного гуманітарного містечка, який надає допомогу людям, які опинилися у надзвичайній ситуації. Принцеса бере активну участь в ініціативах ООН і входить до складу правління багатьох некомерційних організацій.
Навесні 2019 року принцеса Хайя втекла від чоловіка в Лондон разом з дітьми. Принцеса ухвалила рішення негайно покинути країну через те, що дізналася нові деталі історії принцеси Латіфи — однієї з старших дочок свого чоловіка від іншої дружини. Дівчина неодноразово намагалася втекти з країни і дорікала батька в жорстокому поводженні. Шейх заперечував усі її звинувачення. Спочатку принцеса Хайя підтримувала чоловіка, але недавно їй стало відомо, що після примусового повернення, відтоді живе під постіним контролем медиків і приймає препарати, які повністю пригнічують її особистість.
8 вересня 2019 року зведений брат принцеси Хайї король Йорданії Абдалла II призначив її заступницею глави місії посольства Йорданії у Великій Британії. Призначення надало їй дипломатичну недоторканність і захист відповідно до Женевської конвенції для неї і її дітей.